# Cordigliera di Mérida

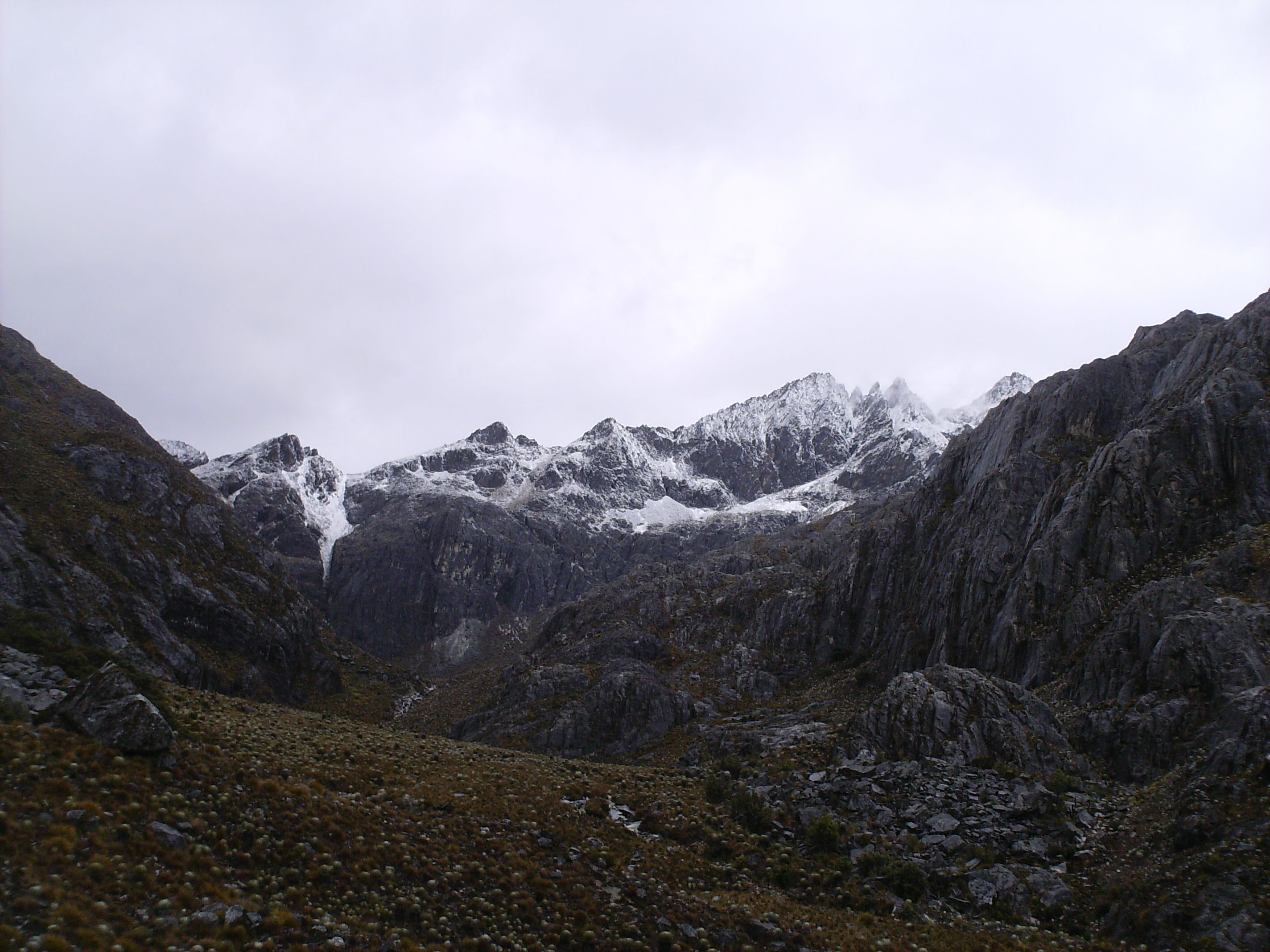
La Sierra Nevada de Mérida.

La Cordigliera di Mérida è una serie di catene montuose, o massiccio, del Venezuela nord-occidentale. Costituisce una propaggine nord-orientale della Cordigliera delle Ande ed è il ramo più importante delle Ande venezuelane. Corre in direzione sud-ovest/nord-est tra il confine con la Colombia e la Cordigliera della Costa. La depressione di Táchira separa la Cordigliera di Mérida dalla Cordigliera Orientale, che forma il confine tra la Colombia e il Venezuela.
La Cordigliera si estende attraverso parte dei seguenti stati: Táchira, Mérida, Barinas, Trujillo, Portuguesa e Lara. Le sue pendici sud-orientali sono drenate dagli affluenti dell'Orinoco, mentre i torrenti che drenano le pendici nord-occidentali confluiscono nel lago di Maracaibo. All'estremità nord-orientale del massiccio si trovano la città di Barquisimeto e le sorgenti del fiume Cojedes. Al centro del massiccio sorge la città di Mérida: essa è contornata su ambo i fianchi da due catene di picchi, la Sierra de La Culata a nord e la Sierra Nevada de Mérida a sud. Il Pico Bolívar (4981 m) è la cima più alta del Venezuela.

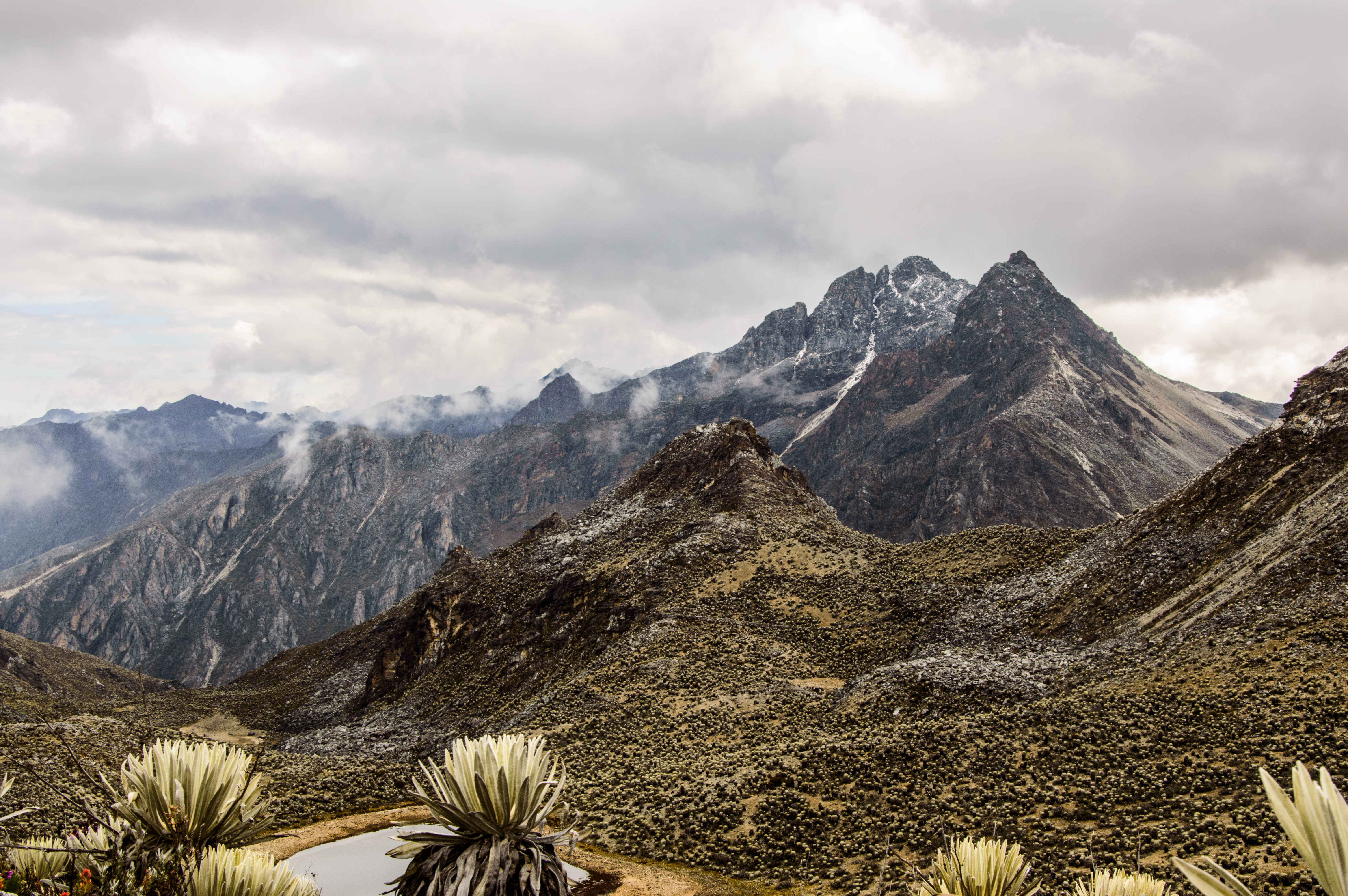
La Sierra de La Culata.

La maggior parte della catena montuosa è ricoperta dalle foreste montane delle Ande venezuelane, ma le cime più alte (oltre i 3100 m) sono situate al di sopra della linea degli alberi. In tali aree si sviluppa una particolare ecoregione nota come páramo della Cordillera di Merida, un'enclave del páramo (praterie alpine tropicali) delle Ande settentrionali. Tra le aree protette del massiccio ricordiamo il parco nazionale Sierra Nevada e il parco nazionale Sierra de la Culata.
Su questa catena montuosa si trova un ghiacciaio, il ghiacciaio Humboldt, alimentato dalle forti nevicate di luglio-agosto. La neve generalmente imbianca le vette al di sopra dei 4200 m, ma talvolta si può trovare anche a 3800 m.